# Yuri Bashmet

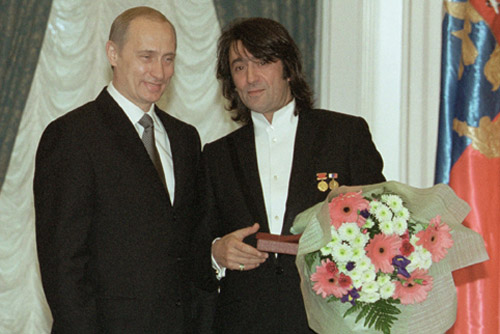
Vladimir Putin e Yuri Bashmet, 2001

Yuri Abramovich Bashmet (em russo:  Юрий Абрамович Башмет, em ucraniano:  Юрій Башмет; Rostov do Don, 24 de janeiro de 1953) é um violista e maestro da Rússia.

## Biografia
Estudando entre 1971 e 1976 no Conservatório de Moscou, seu primeiro professor de viola foi Vadim Borisovsky; após sua morte em 1972, foi sucedido por Fyodor Druzhinin, que também foi tutor de Yuri entre 1976 e 1978. Em 1972, Yuri comprou uma viola de 1758 fabricada pelo luthier Paolo Testore, que ele ainda usa em apresentações. Ainda como estudante, conseguiu o Segundo Prêmio na Competição Internacional de Violinistas em Budapeste (1975), e um Grand Prix em Munique (1976), atraindo reconhecimento internacional.
A partir do final da década de 1970 desenvolveu sua carreira como solista. Começou a se apresentar ativamente em 1976, com uma turnê pela Alemanha com a Orquestra de Câmara de Moscou, fundada por R. Barshay. Apresentou-se em salas de concerto destacadas pelo mundo.
Em 1985 começou as atividades de condução, fundando uma orquestra de câmara no ano seguinte, a "Moscow Soloists". Juntos gravaram diversos álbuns, entre eles uma gravação do Concerto Triplo de Alfred Schnittke (ЕМI Records), tendo como solistas Gidon Kremer, Yuri Bashmet e Mstislav Rostropovich. Outro álbum, o Quarteto de Cordas nº 13 de Shostakovich e o Quinteto de Brahms (Sony Classics), foi aclamado Melhor Álbum de 1998 pela revista The Strad, sendo nomeado a um Grammy Award.